# Saint-Pierre-d'Arthéglise
Saint-Pierre-d'Arthéglise är en kommun i departementet Manche i regionen Normandie i norra Frankrike. Kommunen ligger i kantonen Barneville-Carteret som tillhör arrondissementet Cherbourg. År 2022 hade Saint-Pierre-d'Arthéglise 169 invånare.

## Befolkningsutveckling
Antalet invånare i kommunen Saint-Pierre-d'Arthéglise
| Referens: INSEE |